# Sergei Nikolajewitsch Ignaschewitsch
Sergei Nikolajewitsch Ignaschewitsch (russisch Сергей Николаевич Игнашевич, englisch Sergei Nikolayevich Ignashevich; * 14. Juli 1979 in Moskau, UdSSR) ist ein ehemaliger russischer Fußballspieler und heutiger Fußballtrainer. Er spielte seit 2004 als Verteidiger für ZSKA Moskau und stand im Aufgebot der russischen Nationalmannschaft.

## Karriere

### Verein
Sergei Ignaschewitsch spielte von Anfang 1999 bis Ende 2000 für den Krylja Sowetow Samara, bevor er Anfang 2001 zu Lokomotive Moskau wechselte. Nachdem er drei Spielzeiten bei Lokomotive gespielt und 2002 und 2004 die russische Meisterschaft und den russischen Supercup im Jahre 2003 gewonnen hatte, wechselte er Anfang 2004 zu ZSKA Moskau. Dort gelang ihm in der Saison 2004/05 der bisher größte Erfolg seiner Laufbahn, der Sieg im UEFA-Pokal. Außerdem gewann er 2005, 2006, 2013 und 2014 erneut die russische Meisterschaft und 2005, 2006, 2008, 2009, 2011 und 2013 auch den russischen Pokal. 2009 war ein Dopingtest von ihm positiv auf das Mittel Sudafed und er wurde von der UEFA für ein Spiel gesperrt.
Zur Saison 19/20 übernahm er den russischen Zweitligisten Torpedo Moskau. und wurde während einer Sieglosserie von sieben Spielen während der Saison 20/21 von seinen Aufgaben entbunden.
Während der Saison 21/22 übernahm er den russischen Zweitligisten Baltika Kaliningrad. In der Saison 22/23 schaffte der Klub den Aufstieg in die höchste russische Spielklasse.

### Nationalmannschaft
Am 7. September 2002 debütierte Ignaschewitsch in der russischen Nationalmannschaft beim 4:2-Sieg gegen Irland. Seine ersten Tore gelangen ihm am 7. Juni 2003 gegen die Schweiz, als er beim 2:2-Unentschieden beide Treffer erzielte. Für die Weltmeisterschaft 2014 in Brasilien wurde Ignaschewitsch in den Kader seines Heimatlandes berufen und stand in den ersten beiden Gruppenspielen gegen Südkorea (1:1) und Belgien (0:1) über die volle Spielzeit auf dem Feld. Am 26. Juni 2014 machte er im dritten Spiel gegen Algerien sein 100. Länderspiel. Ignaschewitsch ist seit dem 8. September 2015 Rekordnationalspieler Russlands, als er mit seinem 110. Länderspiel den bisherigen Rekord von Wiktor Onopko überbot und damit alleiniger russischer Rekordnationalspieler wurde.
Bei der Fußball-Europameisterschaft 2016 in Frankreich wurde er in das russische Aufgebot aufgenommen. Alle drei Gruppenspiele bestritt er über die volle Spielzeit, dann war das Turnier für Russland als Gruppenletzter beendet.
Auch bei der WM 2018 stand er im Kader der russischen Mannschaft.

## Titel und Erfolge als Spieler
- Russischer Meister (6): 2002 (mit Lokomotive Moskau), 2005, 2006, 2013, 2014, 2016 (mit ZSKA Moskau)
- Russischer Pokalsieger (6): 2001 (mit Lokomotive Moskau), 2005, 2006, 2008, 2009, 2011, 2013 (mit ZSKA Moskau)
- Russischer Supercup-Sieger (6): 2003 (mit Lokomotive Moskau), 2004, 2006, 2007, 2009, 2013 (mit ZSKA Moskau)
- UEFA-Pokal: 2005 (mit ZSKA Moskau)
- EM 2008: Halbfinale
- WM 2018: Viertelfinale

## Privates
Sergei Ignaschewitsch ist in zweiter Ehe verheiratet und hat drei Söhne, davon zwei aus erster Ehe. Er hat belarussische und tschuwaschische Wurzeln.